# Call Me What You Like
Call Me What You Like — песня британской рок-группы Keane, изданная на их первом сингле.

## О сингле
Сингл был выпущен в количестве 500 экземпляров на лейбле Zoomorphic, который, ввиду отсутствия предложений от звукозаписывающих компаний, был создан группой специально для собственной раскрутки. Впоследствии диски распродавались во время выступлений Keane в пабах.

## Список композиций
| №  | Название                | Длительность |
| -- | ----------------------- | ------------ |
| 1. | «Call Me What You Like» | 5:21         |
| 2. | «Rubbernecking»         | 5:57         |
| 3. | «Closer Now»            | 4:57         |

## Информация о песнях
Песня «Call Me What You Like» была сочинена Томом Чаплином в 1999 году. Перезаписанная в несколько ином стиле, она была включена в качестве би-сайда на следующий сингл группы.

## B-sides

### Rubbernecking
Ремикс этой песни 2001 года, сделанный Тимом Райс-Оксли и Томом Уолкером в Universal Constructors, считается одной из самых редких дорожек Keane.

### Closer Now
Из всех ранних песен группы эта песня наиболее близка по стилю композициям Hopes and Fears. Согласно комментарию Ричарда Хьюза, данному после одного из концертов, наряду с «Call Me What You Like» это одна из немногих песен Keane, авторство которых принадлежит вокалисту группы Тому Чаплину.
Кавер-версия песни под изменённым названием «Pattern of My Life» была записана Энни Леннокс для альбома 2009 года англ. The Annie Lennox Collection.

## Технические данные
| Песня                                | Длительность | Темп  | Ключ               | Time signature | Жанр         |
| «Call Me What You Like»              | 5:21         | 93bpm | Cm (Do minor)      | 4/4 on 8 beats | Alternative  |
| «Rubbernecking»                      | 5:57         | 65bpm | Bb (Si flat major) | 4/4 on 8 beats | Alternative  |
| «Closer Now»                         | 4:57         | 92bpm | E (Mi major)       | 4/4 on 8 beats | Alternative  |
| «Closer Now» (Неизданная демоверсия) | 4:08         | 90bpm | E (Mi major)       | 4/4 on 8 beats | Power ballad |